# Ealing (londýnský obvod)
Městská část Ealing, oficiální název - London Borough of Ealing, je městským obvodem na západě Londýna a je součástí Vnějšího Londýna.
Ealing hraničí s Hillingdonem na západě, Harrowem a Brentem na severu a Hammersmith a Fulhamem na východě a Hounslowem na jihu.
Městská část vznikla v roce 1965 a zahrnuje bývalé části Middlesexu Ealing, Southall a Acton.
Obvod je velmi etnicky rozmanitý. Neběloši tvoří 40% obyvatel. Podle censu 2011 měl obvod nejvyšší podíl lidí, jejichž mateřským jazykem je polština, ve Spojeném království - 6%.

## Obvody městské části
- Acton
- Dormer's Wells
- Ealing
- East Acton
- Greenford
- Hanwell
- Little Ealing
- North Acton
- Northolt
- Norwood Green
- Perivale
- South Acton
- Southall

## Volební obvody
- Ealing, Acton a Shepherd's Bush
- Ealing North
- Ealing Southall

## Železniční zastávky a stanice metra
- Acton Main Line railway station
- Acton Town tube station
- Boston Manor tube station
- Castle Bar Park railway station
- Chiswick Park tube station
- Drayton Green railway station
- Ealing Broadway station
- Ealing Common tube station
- Greenford station
- Hanger Lane tube station
- Hanwell railway station
- North Acton tube station
- North Ealing tube station
- Northfields tube station
- Northolt Park railway station
- Northolt tube station
- Park Royal tube station
- Perivale tube station
- South Acton railway station
- South Acton tube station
- South Ealing tube station
- South Greenford railway station
- Southall railway station
- Sudbury Hill tube station
- Sudbury Town tube station
- West Acton tube station
- West Ealing railway station